# Поляритон
Полярито́н (англ. polariton) — составная квазичастица, возникающая при взаимодействии фотонов (электромагнитных волн) с элементарными возбуждениями среды — оптическими фононами, экситонами, плазмонами, магнонами и так далее (которые называются соответственно фононными поляритонами, экситонными поляритонами (светоэкситонами), плазмон-поляритонами, магнонными поляритонами и так далее).
Взаимодействие электромагнитных волн с возбуждениями среды, приводящее к их связи, становится особенно сильным, когда одновременно их частоты {\displaystyle \omega } и волновые векторы {\displaystyle k} совпадают (резонанс). В этой области образуются связанные волны, то есть поляритоны, которые обладают характерным законом дисперсии {\displaystyle \omega (k)}. Их энергия состоит частично из электромагнитной и частично из энергии собственных возбуждений среды.
Для описания фононных поляритонов необходимо решить уравнения колебаний кристаллической решётки совместно с уравнениями Максвелла. В простейшем случае кубического кристалла с изолированными фононным резонансом на частоте {\displaystyle \omega _{0}} решение даёт следующее соотношение для дисперсии фононных поляритонов (без учёта затухания):
{\displaystyle {\left({\frac {kc}{\omega }}\right)}^{2}=\varepsilon (\omega )={\frac {\omega _{L}^{2}-\omega ^{2}}{\omega _{0}^{2}-\omega ^{2}}}\varepsilon _{\infty }},
где {\displaystyle \varepsilon } — диэлектрическая проницаемость среды, {\displaystyle \varepsilon _{\infty }} — высокочастотная (по отношению к {\displaystyle \omega _{0}}) диэлектрическая проницаемость, {\displaystyle \omega _{0}}, {\displaystyle \omega _{L}} — частоты поперечного и продольного длинноволновых оптических фононов.

## Связанное состояние фотонов
В момент столкновения фотонов с охлаждёнными до почти абсолютного нуля атомами рубидия фотоны приобретают массу (атомная составляющая поляритона). Путешествуя через облако рубидия, фотоны движутся от атома к атому. Каждое такое взаимодействие с атомом длится миллионные доли секунды, но иногда могут происходить встречи фотонов, после которых они следуют вместе неразрывно. Покинув облако, они теряют атомную составляющую, но "помнят" о том, что происходило с ними в облаке, оставаясь связанными в пары и триплеты.